# Herb Biłgoraja
Herb miasta Biłgoraja – jeden z symboli miasta Biłgoraj w postaci herbu.

## Wygląd i symbolika
Herb przedstawia na tarczy czerwonej trzy srebrne belki w pas ułożone, a nad nimi takiego samego koloru łabędź. W pierwotnej wersji herbu łabędź skierowany był w przeciwną stronę. W publikacjach możliwe jest też zastosowanie białego koloru symboli zamiast srebrnego.

## Historia

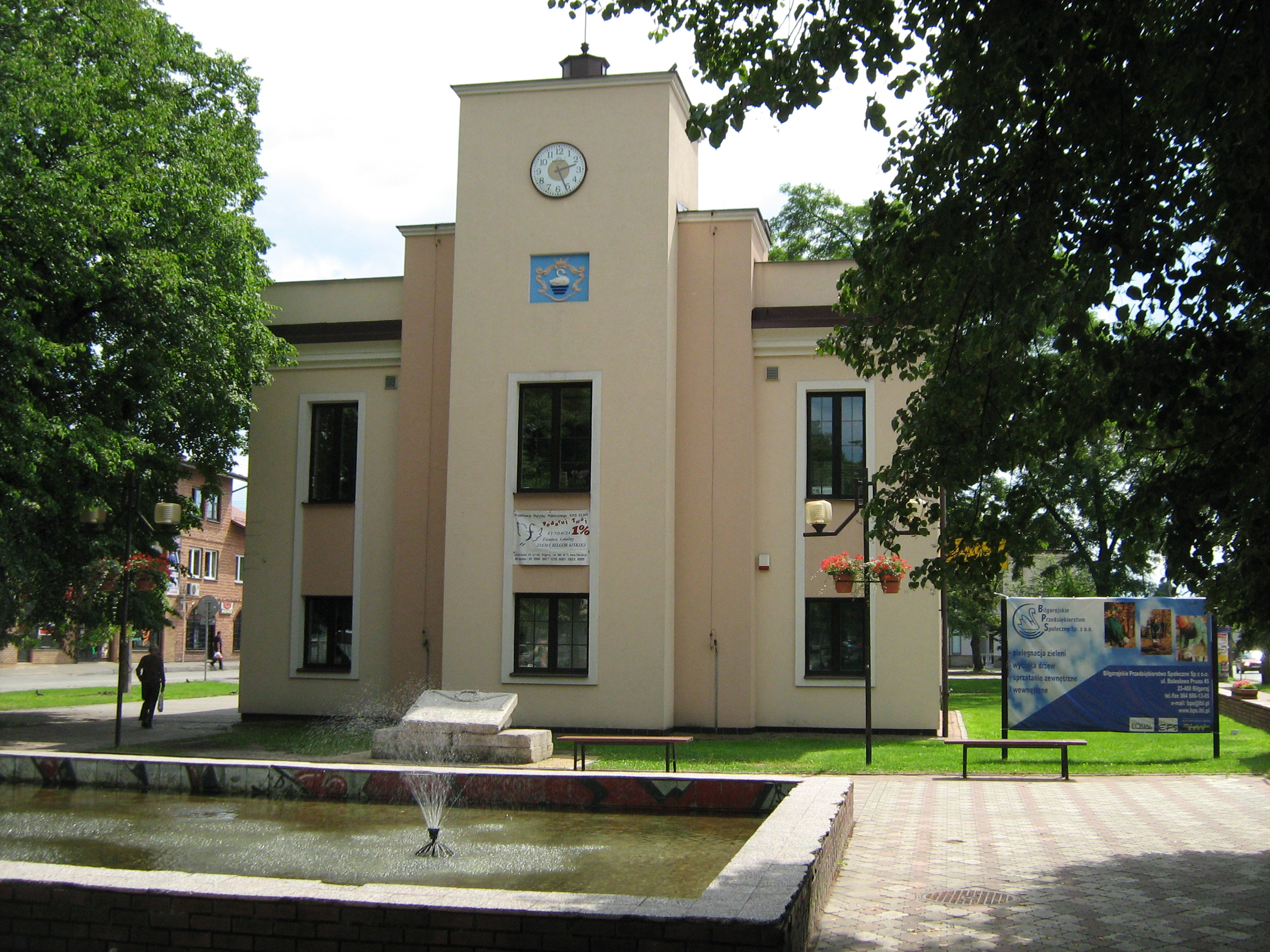
Dawna elektrownia w Biłgoraju. Widoczny jest tu herb miasta na niebieskim polu.

Najstarszy wizerunek herbu znajduje się na pieczęci miejskiej z 1581 roku, gdzie pod herbem widniał łaciński napis SIGIL[LUM] CIVITATIS BILGORAIENSIS A[NNO] D[OMINI] 1581 (Pieczęć społeczności biłgorajskiej roku pańskiego 1581).
Herb ów był stosowany od XVI w. aż do roku 1811, kiedy władze Księstwa Warszawskiego nakazały miastom używać godła narodowego. Kilkadziesiąt lat później (1846-48), gdy nakazano ponowne stosowanie herbów miejskich, Heroldia Petersburska zaproponowała nowy wzór herbu Biłgoraja, w celu ograniczenia związków z polską historią miasta. Miał on przedstawiać sito drewniane, ogon koński dwa razy przewiązany przez sierp albo przekałaczkę. Sito miało symbolizować zajęcie większości mieszkańców miasta – sitarstwo.
Wzór ten nie przyjął się. Zaproponowano wówczas miastu inny herb – przedstawiał on w czerwonym polu złote sito między dwoma srebrnymi nożami ze złotymi trzonkami, w lewym narożniku tarczy – herb guberni lubelskiej. Ostatnią próba zmiany herbu podjęto w 1895 roku, gdzie w herbie przedstawiono wizerunek św. Jerzego z sitem. Żadna nowa wersja herbu nie przyjęła się i nie była używana. Postanowiono wtedy przywrócić miastu tradycyjny herb. Pod koniec XX w. ksiądz-heraldyk Paweł Dudziński dostosował herb miasta do zasad heraldyki (proporcje, ułożenie, symbol łabędzia) a rada miejska uchwaliła go w statucie miasta.